# Anamorphus pusillus
Anamorphus pusillus är en skalbaggsart som beskrevs av Leconte 1878. Anamorphus pusillus ingår i släktet Anamorphus och familjen svampbaggar. Inga underarter finns listade i Catalogue of Life.